# Dinorah Sampson
Dinorah Sampson Moganam (León, 1947) es una nicaragüense, conocida como amante de los últimos años del dictador nicaragüense Anastasio Somoza Debayle.
Reconocida abiertamente como la amante de Somoza, quien, pese a estar casado con Hope Portocarrero, nunca dejó de mostrarse públicamente con ella desde el comienzo de la relación. Los fastuosos regalos que el dictador nicaragüense le realizaba, así como también la influencia política de Sampson, fueron objeto de gran repercusión mediática en el país. La relación acabó solo con el asesinato de Somoza en Asunción, Paraguay, a donde la había llevado a vivir.

## Relación con Somoza
Según una versión, conoció a Somoza gracias a una invitación que le hicieron en 1962. Ella tenía 15 años y él 37. Aunque Sampson afirmó que había conocido a Somoza en el funeral de su padrino, quien era capitán de la Guardia Nacional.
Somoza se enamoró de Sampson al extremo que rompió con el protocolo social, provocando escándalos y habladurías por parte de la élite nacional. Si bien era habitual en el ambiente político, dominado por hombres, tener amantes, las polémicas pronto se suscitaron en torno a la influencia que ejercía Sampson en el presidente, así como las acciones que realizaba para satisfacerla. Era, de esta manera, la primera vez que una mujer parecía tener poder real en el país.
Dinorah pronto dejó de trabajar y se instaló en una villa regalada por Somoza. Poseía varios autos Mercedes Benz y BMW, viajaba al exterior y tenía propiedades de veraneo. Disfrutaba el ambiente de fiestas nocturnas en las discotecas de moda en la capital o en su casa. Las fiestas las pagaba Dinorah a través de la Secretaría de Información y Prensa, lo que la convierte en cómplice responsable del saqueo del tesoro nacional. Importaba ropa y joyas de modo fraudulento, para luego venderlas en sus tiendas de Managua.
Sampson adquiere influencia sobre Somoza y sobre las decisiones en el Ejército, removiendo y protegiendo oficiales. Según La Prensa, buscó ser una «Eva Perón nicaragüense», y atentos a los rumores, quienes deseaban algún beneficio del dictador se encargaban de agasajarla.
Al final la esposa de Somoza, la primera dama Hope Portocarrero, lo abandona y se marcha a Inglaterra con sus hijos.
Dinorah estuvo al lado de Somoza durante la revolución y posteriormente en su exilio en el Paraguay donde fue asesinado en 1980. Sampson fue quien debió reconocer el cuerpo del dictador, que se encontraba en muy mal estado como consecuencia del ataque.

## Vida posterior
En 1981 Dinorah se instaló en Miami, donde llevó una vida muy discreta sin conceder entrevistas, ni estando en el ojo público.
En 2000 Sampson se declaró en bancarrota y perdió su mansión de Coral Gables. El mismo año puso en subasta artículos que conservaba de Somoza. Entre los objetos se encontraban fotografías, una pistola y el diario personal de ella.  La prensa local afirmó que representantes legales de los hermanos Somoza Portocarrero adquirieron los objetos del General Somoza.
Tras su casamiento con el estadounidense de origen nicaragüense Faiz Moganam, ha adoptado el nombre de Dinorah Moganam. El diario La Prensa afirma que su forma de vida en Miami es de manera sencilla.